# Finca Sharpham
Sharpham es una finca histórica en la parroquia de Ashprington, Devon. La mansión georgiana, conocida como Sharpham House, domina el río Dart y es un edificio clasificado de Grado I. La construcción de la casa comenzó alrededor de 1770 por el capitán de la Marina Real Philemon Pownoll (fallecido en 1780) según los diseños del arquitecto Sir Robert Taylor (1714–1788). En opinión de Nikolaus Pevsner, contiene "uno de los diseños de escaleras más espectaculares y atrevidos de finales del siglo XVIII en Inglaterra". El parque y los jardines están clasificados de Grado II* en el Registro Nacional de Parques y Jardines Históricos. Parte del linaje de Sharpham se muestra en el rollo genealógico heráldico de la familia Palmes.

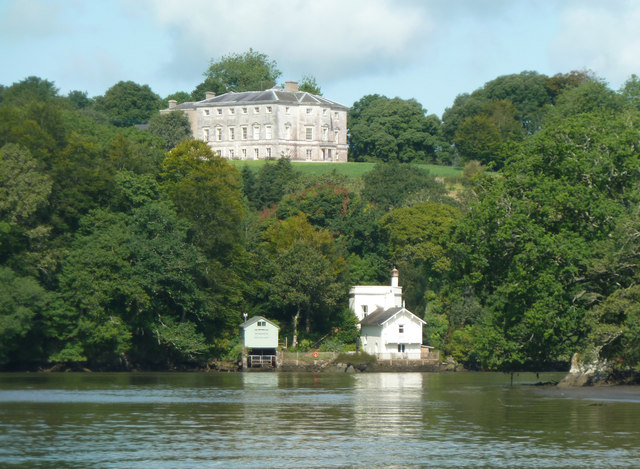
Entorno de Sharpham House sobre el río Dart

## Descendencia

### Winard
Robert Winard (o Wynard) de Sharpham murió sin descendencia masculina, dejando una hija y heredera, Anne Winard, que se casó con Robert French.

### French

Rollo de pedigrí heráldico de la familia Palmes (principios del) que muestra parte del descenso de Sharpham

Robert French (ca. 1377–1386) de Totnes, miembro del Parlamento por Totnes en enero de 1377, noviembre de 1384, 1385 y 1386, se casó con Anne Winard, hija y heredera de Robert Winard de Sharpham. En el siglo XV fue propiedad de Robert French de Horneford en Devon, cuya hija y heredera, Amey (o Maude) French, se casó (como su segunda esposa) con Sir John Prideaux.

### Prideaux
Sir John Prideaux (fl. 1433) de Adeston en la parroquia de Holbeton y de Orcheton en la parroquia de Modbury, Devon, se casó con Amey (o Maude) French, heredera de Sharpham. Su hija y heredera fue Joane Prideaux, que se casó primero con William Drewe, segundo con Baldwin Acland de Acland, Landkey, Devon, ancestro de los baronetos Acland. Sharpham descendió entonces en la familia Drewe de la siguiente manera:

### Drewe
- William Drewe (fallecido en 1548), tercer hijo, de Kenn en Devon, quien se casó con una tal Elinor.
- John Drewe, hijo, abogado de Gray's Inn, quien se casó con Joane Cruwys, hija de un miembro de la familia Cruwys de Cruwys Morchard, Devon.
- John Drewe (fallecido en 1574), de St Leonard's, Devon, hijo y heredero de su abuelo. Se casó dos veces, primero con Anne Yorke, hija de Watkyn Yorke de Devon, y segundo con una dama de la familia Bridges.
- Thomas Drewe, hijo, de Sharpham y Killerton, Devon, quien se casó con Elinor Hackmore, hija y coheredera de William Hackmore.
- Edward Drew (aprox. 1542 – 1598), hijo, de Sharpham, serjeant-at-law de la Reina Isabel I, diputado por Lyme Regis en 1584, dos veces por Exeter en 1586 y 1589 y por el prestigioso escaño de la Ciudad de Londres en 1593.[8] Compró la finca de The Grange en la parroquia de Broadhembury,[9] la antigua granja de Dunkeswell Abbey, [2]donde construyó una nueva mansión. Trasladó su residencia a The Grange y vendió Sharpham a John Giles de Bowden, una finca adyacente.[10][11] Edward Drewe se casó con Bridget FitzWilliam de Mablethorpe, Lincolnshire, con quien tuvo un hijo y heredero, Sir Thomas Drewe (fallecido en 1651) de The Grange, Sheriff de Devon en 1612, quien vendió Killerton a Sir Arthur Acland (fallecido en 1610) de Acland, Landkey.[12][13]

### Giles
- John Giles (fallecido en 1606) de Bowden, una finca adyacente en Ashprington, quien compró Sharpham a Edward Drewe. [14][11]Era el hijo mayor de William Giles de Bowden y su esposa Joane Blackall (también conocida como Blackaller) de Totnes.[15] Se casó con Agnes Stucley, hija de Sir Hugh Stucley (1496–1559) de Affeton, Devon, Sheriff de Devon en 1545.[16]
- Sir Edward Giles (1566–1637), Caballero, hijo mayor y heredero de Bowden, quien en el momento de la escritura del Survey of Devon por Tristram Risdon (fallecido en 1640), era el propietario de Sharpham. Se casó con Mary Drew (fallecida en 1642/3), hija y heredera de Edmond Drew de Hayne, Newton St Cyres, Devon (que llevaba las mismas armas que Drew de Sharpham pero cuyo parentesco con esa familia no está claro), viuda de Walter Northcote. Murió sin hijos.[15]

### Yarde
La familia Giles vendió Sharpham a la familia Yarde de Bradley en la parroquia de Kingsteignton.
- Gilbert Yard (1672/3-1707), de Sharpham, fue diputado por Ashburton de 1705 a 1707. Fue enterrado en Ashprington. Era el hijo mayor de Gilbert Yarde (fallecido en 1692) de Bradley y su esposa Elizabeth Northleigh, hija de Henry I Northleigh de Peamore, Exminster y hermana de Henry II Northleigh (1643–1694) de Peamore, tres veces diputado por Okehampton. En 1694/5 se casó con Joane Blackaller (fallecida en 1725), hija de Henry Blackaller "de Sharpham".[17]
- Gilbert Yarde (nacido en 1698), hijo y heredero, de Sharpham, viviendo en 1725.

### Cockey
En 1748, Sharpham fue vendido por Gilbert Yard a Philip Cockey, quien aparentemente estaba más interesado en el valor de reventa de la madera en el parque que en la casa. Los detalles de la venta describían la finca como teniendo extensos bosques, una mansión y varios jardines amurallados. Estos son visibles en un levantamiento de 1749. Sobrevive un contrato de matrimonio por la suma de £200 fechado en 1749 en la Oficina de Registros de Plymouth y West Devon, que enumera como partes: 
1. William Cockey de Totnes, calderero;[19]
2. Elizabeth Hannaford de Totnes, soltera;[19]
3. Philip Cockey de Sharpham, caballero y Benjamin Blackaller de Totnes, mercer. Otro documento fechado en 1763 sobrevive en la Oficina de Registros de Cornwall, resumido de la siguiente manera:[19]

Partes: (1) William Shepherd y John Bayly ambos de Plymouth, comerciantes, a (2) Philip Cockey de Sharpham, Devon, esquire, Richard Dunning de Plymouth, caballero, Peter Baron de Stoke Damerel, caballero y Robert Baron de Plymouth, calderero. Fianza en £500 Para indemnizar  contra el costo de demandas relacionadas con la iglesia presbiteriana en Plymouth. En 1765, Philip Cockey vendió Sharpham al Capitán Philemon Pownoll, después de haber ofrecido previamente en 1755 un arrendamiento de la finca. 

### Pownoll
El Sr. Cockey lo vendió alrededor de 1763 al Capitán Philemon Pownoll (c. 1734 – 1780) de la Marina Real, nacido en Plymouth e hijo del maestro carpintero naval Israel Pownoll (fallecido en 1779), maestro carpintero naval del astillero naval de Plymouth (1762–65) y de Chatham (1775–79), quien había construido una gran cantidad de barcos de guerra para la Marina Real. En 1762 Philemon Pownoll había adquirido una fortuna de £64,963 al capturar un galeón español, y alrededor de 1770 comenzó la construcción de la casa actual, completada después de su muerte por su hija y heredera Jane Pownall (fallecida en 1822).

### Bastard
Armas de Bastard: De oro, un chevrón de azur.
- Edmund Bastard (1758–1816), de Kitley, Yealmpton, diputado por Dartmouth,[18][24] quien se casó con Jane Pownall (fallecida en 1822), la heredera de Sharpham.
- Capitán John Bastard (1737–1835), de la Marina Real, segundo hijo, diputado por Dartmouth. Mientras que el hijo mayor de Jane, Edmund Pollexfen Bastard (1784–1838), diputado por Devon, heredó Kitley, su segundo hijo heredó Sharpham. [24]Se dice que perdió su fortuna en el juego.[4]

### Durant
Richard Durant compró Sharpham en 1841, y permaneció en propiedad de sus descendientes hasta 1940, cuando la finca se dividió y se vendió, con Avenue Cottage vendido por separado.

### Ash
En 1962, Sharpham House fue comprada por Maurice Ash (1917–2003), cuyo abuelo, el promotor inmobiliario Gilbert Ash, le había dejado una gran fortuna. Fue ecologista, escritor y planificador. Fue presidente de la Asociación de Planificación Urbana y Rural y de la Fundación Dartington. Después de la Segunda Guerra Mundial, su amigo Michael Young, luego Lord Young de Dartington, lo presentó a la Fundación Dartington Hall, una escuela de diseño con talleres de artesanía, establecida por Leonard Elmhirst y su adinerada esposa estadounidense Dorothy Whitney, quienes en la década de 1920 habían comprado la histórica finca de Dartington Hall cerca de Totnes y habían restaurado a gran costo la casa señorial y su Gran Salón medieval. En 1947, Maurice Ash se casó con Ruth Elmhirst, hija de Leonard y Dorothy. Maurice y Ruth diseñaron jardines formales en Sharpham según el diseño de Percy Cane. En 1982, la finca de Sharpham fue transferida por el Sr. Ash a un fideicomiso de beneficencia conocido como el Fideicomiso Sharpham, y continuó residiendo en Sharpham hasta su muerte en 2003.

### Fideicomiso Sharpham
Desde 1982, Sharpham House ha sido propiedad del Fideicomiso Sharpham, una organización benéfica educativa registrada cuyos objetivos son "mantener, conservar y mejorar la tierra, los edificios, los recursos y la biodiversidad de su finca para beneficio público. Proporcionar oportunidades para el aprendizaje físico, intelectual, emocional y espiritual; a través de la actividad, la reflexión, la creatividad y la investigación".